# Dombás
La cuenca del Donets, abreviada por sus siglas en alfabeto cirílico como Donbas (en ucraniano: Донбас [Donbás]) o Donbass (en ruso: Донбасс [Donbáss]), y también conocida como Dombás  en español, es una región histórica, cultural y económica de Ucrania, que actualmente está ocupada por Rusia. El nombre adaptado a la ortografía española como «Dombás» es un sustantivo compuesto de Donets (Донец, río que discurre por este territorio) y bassein (сuenca), de modo que Dombás significa literalmente «cuenca del Donets» (en ucraniano: Донецький басейн; en ruso: Донецкий бассейн).
Oficialmente, los límites de esta región nunca han sido delimitados, pero la definición más común actualmente incluye los óblasts de Donetsk y Lugansk de Ucrania, mientras que la histórica región minera de carbón de estas provincias queda excluida y se incluye el óblast de Dnipropetrovsk y el sur de Rusia. Hay, también, una eurorregión del mismo nombre compuesta por los óblasts de Donetsk y Lugansk en Ucrania y el óblast de Rostov en Rusia. Dombás fue la frontera histórica entre la Sich de Zaporiyia y las huestes de los Cosacos del Don. La Cuenca del Donets ha sido una importante zona de la minería de carbón desde finales del siglo XIX, cuando se convirtió en un territorio fuertemente industrializado. Sufre deterioro urbano y contaminación industrial.
En marzo de 2014, a raíz del Euromaidán, grandes zonas del Dombás se vieron involucradas en las protestas prorrusas en Ucrania de 2014. Este malestar se convirtió después en una guerra entre los separatistas prorrusos afiliados a las autoproclamadas repúblicas populares de Donetsk y de Lugansk y el gobierno posrevolucionario de Ucrania. Hasta el inicio del conflicto, el Dombás era, después de la capital, Kiev, la región más densamente poblada de Ucrania, mientras que la ciudad de Donetsk —entonces la quinta ciudad más grande de Ucrania— era considerada la capital no oficial del Dombás. Otras grandes ciudades (de más de 100 000 habitantes) son Lugansk, Mariúpol, Makéyevka, Hórlivka, Kramatorsk, Sloviansk, Alchevsk, Severodonetsk y Lisichansk. Kramatorsk constituye el centro administrativo provisional del óblast de Donetsk, mientras que el centro provisional del óblast de Lugansk es la ciudad de Severodonetsk. En el lado separatista, Donetsk, Makéyevka y Hórlivka son ahora las ciudades más grandes de la autoproclamada República Popular de Donetsk, y Lugansk y Alchevsk de la autoproclamada República Popular de Lugansk.
En febrero de 2022, Rusia, con la justificación de un presunto genocidio de los habitantes de esta región, y para «desmilitarizar y desnazificar Ucrania», invadió el territorio ucraniano en la conocida como invasión rusa de Ucrania. El Kremlin calificó el ataque como una «operación militar especial», que contaba con el apoyo de las repúblicas separatistas de Donetsk y Lugansk.

## Historia
La región ahora conocida como la cuenca del río Donets o Dombás estuvo despoblada en gran parte hasta la segunda mitad del siglo XVII, cuando los cosacos del Don se instalaron en la zona. La primera ciudad en la región, Solanoye (en la actualidad Soledar), fue fundada en 1676 y fue construida debido a las reservas de sal gema recién descubiertas y el negocio rentable de su explotación. Conocida como los «campos salvajes» (en ucraniano: дике поле, romanizado: dyke pole), el área ahora llamada Dombás estuvo en gran parte bajo control del Hetmanato cosaco ucraniano y el Kanato de Crimea hasta mediados del siglo XVIII, cuando el Imperio ruso conquistó el Hetmanato y se anexó el Kanato.

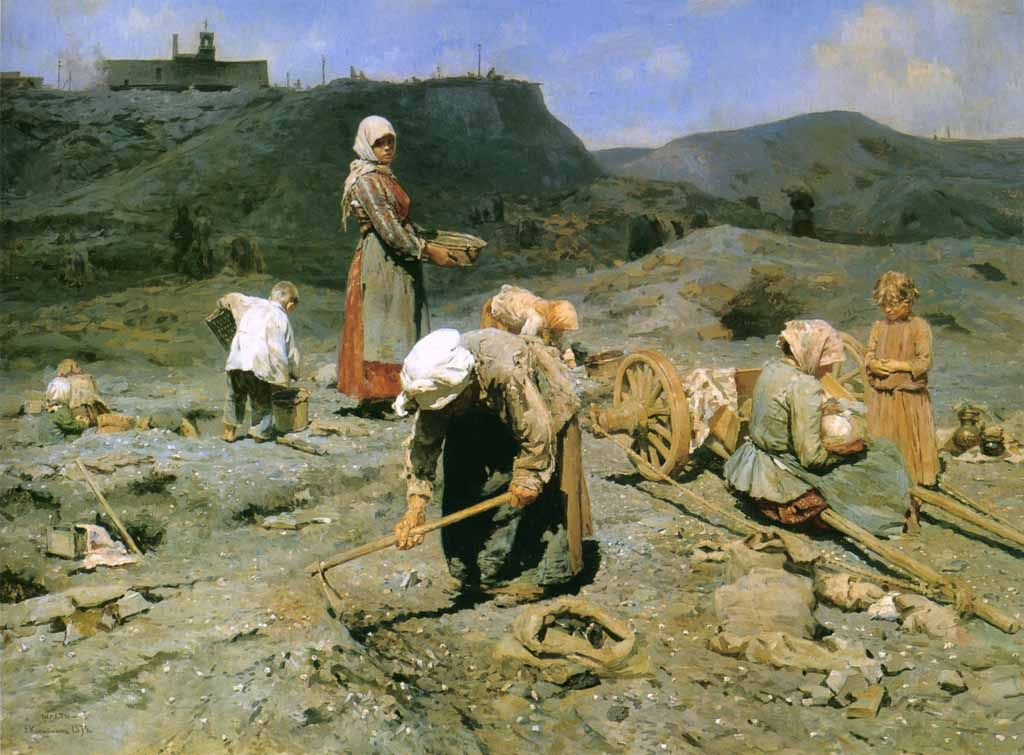
Campesinos pobres recogiendo carbón en una mina abandonada (Nikolái Kasatkin, óleo sobre lienzo, 1894).

A medida que la Revolución industrial se extendía por Europa, comenzaron a explotarse los vastos recursos de carbón de la región, descubiertos en 1721. A mediados del siglo XIX entró en uso el nombre de «Dombás», acuñado a partir de la expresión «cuenca del Donets» (en ucraniano: Донецький вугільний басейн; en ruso: Донецкий каменноугольный бассейн), que hacía alusión al área a lo largo del río Donets donde se encontraba la mayor parte de las reservas de este mineral. El auge de la nueva industria atrajo gran cantidad de población, especialmente colonos rusos. La región fue administrada como los uyezd Bájmut, Slovianserbsk y Mariúpol de la Gobernación de Yekaterinoslav.
Donetsk, la ciudad más importante de la región en la actualidad, fue fundada en 1869 por el empresario británico John Hughes en el sitio de la antigua ciudad de Oleksándrivka de los cosacos de Zaporiyia. Hughes construyó una fábrica de acero e industrializó varias minas de carbón en la región. La ciudad fue renombrada después en su honor como Yúzivka (en ucraniano: Ю́зівка). Con el desarrollo de Yúzivka y ciudades similares, llegaron grandes cantidades de campesinos sin tierras de las provincias periféricas del Imperio ruso en busca de trabajo.
Según el censo Imperial de Rusia de 1897, los ucranianos étnicos comprendían el 52,4 % de la población de la región, mientras que los rusos étnicos eran el 28,7%. Los griegos, alemanes, judíos y tártaros también tuvieron una presencia significativa en la cuenca del Donets, en particular en el uyezd de Mariúpol, donde constituían el 36,7 % de la población. A pesar de esto, los rusos constituían la mayoría de la fuerza de trabajo industrial. Los ucranianos dominaron las áreas rurales, pero las ciudades a menudo eran habitadas exclusivamente por rusos que habían venido en busca de trabajo en las industrias pesadas de la región. Esos ucranianos étnicos que se mudaron a las ciudades para trabajar fueron asimilados rápidamente en la clase trabajadora de habla rusa.

### Periodo soviético

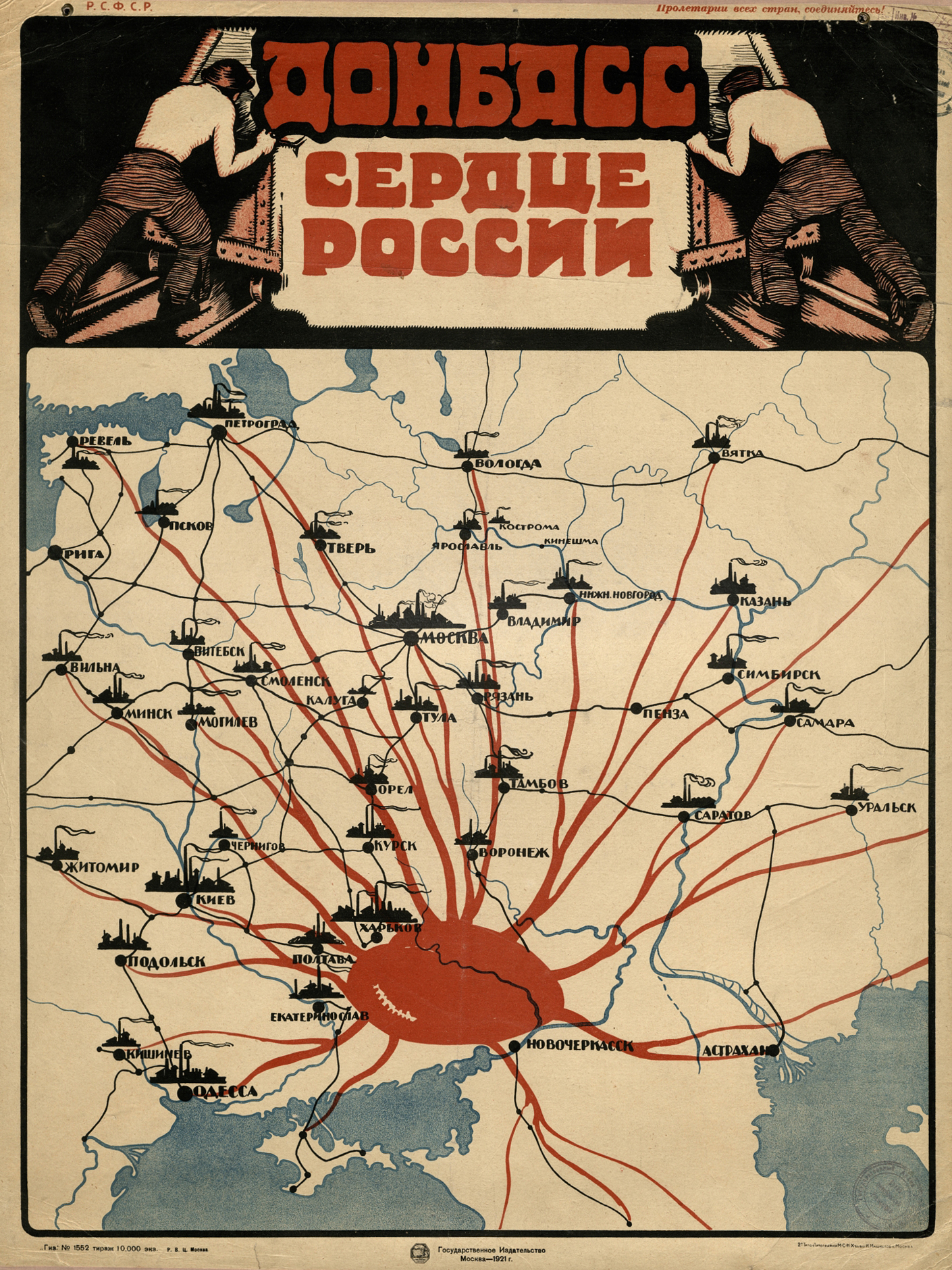
Cartel de propaganda soviética de 1921 que reza: «El Dombás es el corazón de Rusia».

Tras el triunfo de la Revolución de Octubre fue proclamada por los sóviets locales la República Socialista Soviética de Donetsk-Krivoy Rog con capital Járkov, ocupada en 1918 por las tropas alemanas. Tras la derrota alemana en el conflicto mundial, los bolcheviques convirtieron la cuenca del Donets en su comando para establecer la República Socialista Soviética de Ucrania, hasta la expulsión de las tropas alemanas y la derrota de los  nacionalistas ucranianos en 1922. Gran parte de la población cosaca de habla ucraniana fue sometida a una dura represión a través de la «descosaquización» de 1919-1921 y el Holodomor de 1932-1933, lo que contribuyó a la «desaparición de los cosacos como nación». En 1922, la región fue dividida entre la República Socialista Soviética de Ucrania y la República Socialista Federativa Soviética de Rusia que fueron unos de los fundadores de la Unión Soviética.
Desde principios de la década de 1930 trabajaron en las minas de Dombás cientos de mineros alemanes, que habían acabado allí por el desempleo en la también zona minera del Ruhr. Como no fueron devueltos antes de 1935-1936, casi todos ellos fueron víctimas de las purgas estalinistas.
Después de que el Holodomor «barriese» Ucrania en 1932-1933, la cuenca del Donets quedó muy poco poblada y los gobernantes soviéticos trasladaron a miles de personas sin recursos de Rusia a ciudades del lugar. Esto causó una severa discrepancia demográfica de la población en la región, donde en los distritos rurales de muchos pueblos hasta hoy permanecen ucranianos que se identifican como tal y que son de habla ucraniana, mientras que en las ciudades muchos son rusófonos y con fuertes lazos con Rusia. Por ejemplo, en el óblast de Donetsk en 2001 los grupos étnicos dentro del óblast eran: ucranianos, 2 744 100 (56,9 %); rusos, 1 844 400 (38,2 %); griegos, 77 500 (1,6 %); bielorrusos, 44 500 (0,9 %) y otras etnias (2,3 %). Al mismo tiempo, los idiomas que se hablaban en el óblast fueron: el ruso, con un 74,9 % y el ucraniano, un 24,1 %. Estas diferencias son unas de las raíces de los problemas del separatismo regional que se debate desde entonces.
A los comienzos de la Segunda Guerra Mundial las grandes empresas industriales fueron desmanteladas en la cuenca del Donets y sus trabajadores cualificados reubicados al oeste de Siberia, a la cuenca del Kuznetsk, en un intento de protegerlos del ataque alemán. De este modo, la cuenca del Kuznetsk se convirtió en un lugar clave para el ejército soviético. Omsk, Novosibirsk, Krasnoyarsk y otras ciudades más allá de los Urales se convirtieron en los principales centros industriales del país. Durante la Segunda Guerra Mundial, la cuenca del Donets fue un objetivo estratégico importante en la Operación Barbarroja de los nazis, debido a la riqueza de sus minas de carbón. La Wehrmacht conquistó la zona ya a principios del otoño de 1941. Dos años más tarde, el Ejército Rojo reconquistó la cuenca tras una serie de estratégicas ofensivas.

### Ucrania independiente

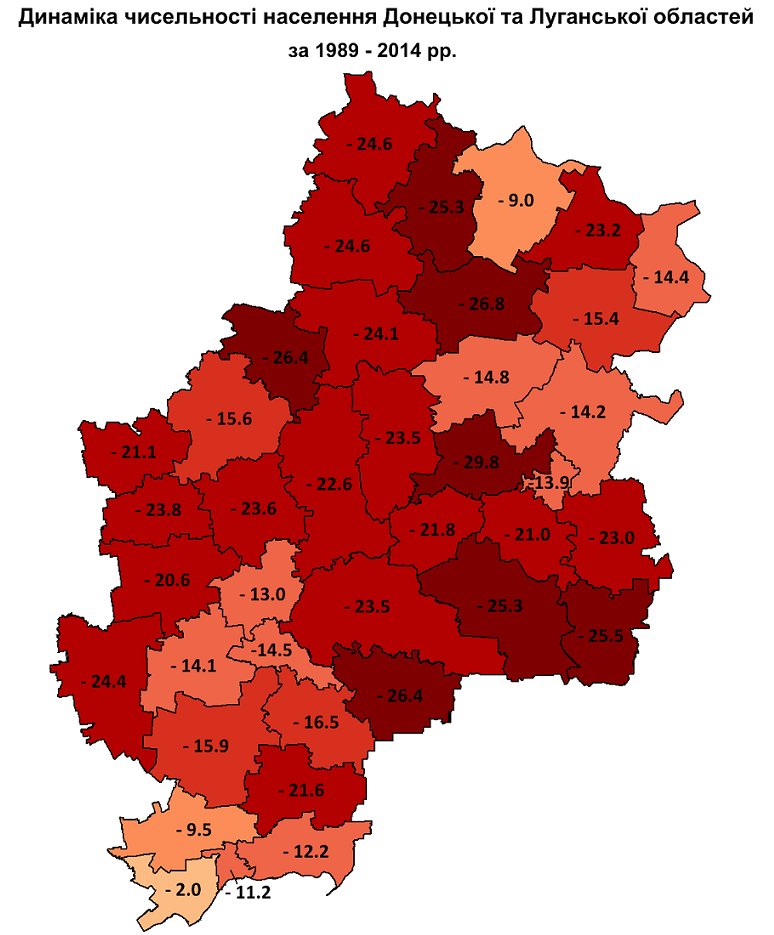
Mapa de población del Dombás (1989-2014).

En el referéndum de 1991 sobre la independencia de Ucrania, el 83,9 % de los votantes del óblast de Donetsk y el 83,6 % en del óblast de Lugansk apoyaron la independencia de la Unión Soviética. La participación fue del 76,7 % en el óblast de Donetsk y 80,7 en el de Lugansk. La independencia, sin embargo, dio lugar a un grave deterioro económico en la región del Dombás. Para 1993, la producción industrial se había derrumbado y el salario medio disminuyó un ochenta por ciento desde 1990. La cuenca del Dombás entró en crisis, se acusó al nuevo gobierno central de Kiev de mala gestión y abandono de la zona. Los mineros de carbón del Dombás se declararon en huelga en 1993, provocando un conflicto que fue descrito por el historiador Lewis Siegelbaum como «una lucha entre la región del Dombás y el resto del país». Un líder de la huelga dijo que la gente del Dombás había votado por la independencia porque querían que el «poder se otorgara a las localidades, a las empresas y a las ciudades», no porque quisieran un poder fuertemente centralizado «de Moscú a Kiev».
Esta huelga fue seguida de un referéndum consultivo en 1994 sobre diversas cuestiones constitucionales en las provincias de Donetsk y Lugansk, que se celebró simultáneamente con las primeras elecciones parlamentarias de la Ucrania independiente. Las preguntas del referéndum fueron si se deseaba que el ruso se consagrase como lengua oficial de Ucrania, si el ruso debía ser la lengua oficial de la administración en los óblast de Donetsk y Lugansk, si Ucrania debía federalizarse y si Ucrania debía tener vínculos más estrechos con la Comunidad de Estados Independientes. Cerca del noventa por ciento de los electores en el Donets votaron a favor de todas estas proposiciones, pero ninguna de ellas fueron adoptadas; Ucrania siguió siendo un Estado unitario, el ucraniano se mantuvo como el único idioma oficial, y el Donets no consiguió ninguna autonomía. Sin embargo, los huelguistas del Donets ganaron muchas concesiones económicas por parte de Kiev, lo que permitió un cierto alivio en la crisis económica de la región.
No obstante, continuaron sucediéndose pequeñas huelgas durante toda la década de 1990, a pesar de que las demandas de autonomía se desvanecieron. Varios subsidios a las industrias pesadas del Dombás fueron eliminados y muchas minas fueron cerradas por el gobierno de Ucrania debido a las reformas liberalizadoras impulsadas por el Banco Mundial. El presidente de Ucrania, Leonid Kuchma, quien ganó las elecciones presidenciales de 1994 con el apoyo del Dombás y otras zonas de Ucrania oriental, fue reelegido en 1999. Kuchma otorgó ayudas económicas a la región del Dombás, usando dinero de desarrollo para obtener apoyo político en la región. El poder en el Dombás se concentró en una élite política regional, conocidos como oligarcas, durante la década de 2000. La privatización de las industrias estatales llevó a una corrupción rampante. El historiador regional Hiroaki Kuromiya describe esta élite como el «clan del Dombás», un grupo de personas que controla el poder económico y político en la región. Los miembros más prominentes del «clan» incluyen a Víktor Yanukóvich, el asesinado Ajat Braguin y Rinat Ajmétov. La formación de la oligarquía, combinada con la corrupción, llevó a la percepción de que el Dombás era «la región menos democrática y más siniestra de Ucrania».
En otras partes de Ucrania durante la década de 2000, el Dombás era visto como una región «de cultura mafiosa», como un «pozo negro soviético» y como «atrasada». El periodista Víktor Tkachenko escribió en el Narodne slovo en 2005 que el Dombás albergaba la «quinta columna» y que hablar ucraniano en la región «no era seguro para la salud y la vida de uno». La región también fue retratada como la cuna del separatismo prorruso. A pesar de esta representación y percepción, las encuestas realizadas en esa década y durante la década de 1990 mostraron un fuerte apoyo para que el Dombás permaneciese dentro de Ucrania, mientras que el separatismo prorruso recibió un apoyo insignificante.

### La Guerra del Dombás.
La guerra del Dombás, alternativamente, guerra del Donbás fue un conflicto armado que se desarrolló en Ucrania oriental del 6 de abril de 2014 al 24 de febrero de 2022, entre el gobierno de Ucrania y las fuerzas separatistas prorrusas del Dombás. Como parte de la guerra ruso-ucraniana, este conflicto ha pasado por diferentes etapas, la más reciente de las cuales evoluciona en el contexto de la ofensiva de Ucrania oriental dentro de la invasión rusa de Ucrania con la guerra de Dombás subsumida en ella.
El origen directo del conflicto se remonta al inicio de las protestas del Euromaidán en noviembre de 2013, cuando miles de manifestantes salieron a protestar a la plaza de la Independencia de Kiev, debido a la polarización en torno a la negativa del gobierno nacional a firmar el Acuerdo de Asociación entre Ucrania y la Unión Europea. En febrero de 2014, fue destituido el presidente Víktor Yanukóvich, pero en el este del país, región fronteriza con Rusia, numerosos manifestantes tomaron sedes de gobiernos proclamando de facto la independencia de diferentes localidades, lo que causó fuertes enfrentamientos armados entre europeístas, prorrusos y separatistas.
Las protestas prorrusas se intensificaron tras la anexión de Crimea a Rusia a mediados de marzo y el 7 de abril, un grupo de manifestantes proclamó la República Popular de Donetsk (RPD) en un edificio de la administración regional en la ciudad del mismo nombre. El 13 de abril, las autoridades de Kiev pusieron en marcha una operación especial en el este del país con la participación de las Fuerzas Armadas. El 17 del mismo mes, se celebró una reunión en Ginebra, Suiza, entre los jefes de la diplomacia de Ucrania, la Unión Europea, Estados Unidos y Rusia, siendo aprobado un documento con medidas para poner fin al conflicto. También se acordaron revisiones a la Constitución de Ucrania. Sin embargo, esto no fue aceptado por las milicias prorrusas. 
La República Popular de Lugansk (RPL) fue proclamada el 28 de abril. Esta república se unió a la RPD en su lucha contra el gobierno de Ucrania. Así, para el 1 de mayo, hasta 16 ciudades y pueblos del este ucraniano se hallaban parcial o totalmente en manos de los grupos armados prorrusos, al día siguiente de que Ucrania reconociera públicamente que la situación en los oblasts de Donetsk y Lugansk escapaba a su control y las autoridades de Kiev pusieron en marcha una nueva operación especial con la participación de las Fuerzas Armadas en Sloviansk. Ello no impidió que dos días después se llevaran a cabo los referéndums sobre el estatus político de Donetsk y Lugansk, en los que el  de los electores del óblast de Donetsk votó a favor de la independencia de la RPD y el  de los votantes del óblast de Lugansk optó por separarse de Ucrania, porcentajes que coinciden con los pactados en una llamada telefónica filtrada entre los líderes separatistas de dichos óblasts. Ante la consolidación de un frente de combate, tras los sucesivos llamados de alto el fuego, los señores de la guerra ocuparon grandes extensiones de terreno en la zona prorrusa.
El Protocolo de Minsk fue un acuerdo para poner fin a la guerra en el este de Ucrania, firmado por representantes de Ucrania, la Federación Rusa, la República Popular de Donetsk y la República Popular de Lugansk el 5 de septiembre de 2014, bajo los auspicios de la Organización para la Seguridad y la Cooperación en Europa (OSCE). Sin embargo, el acuerdo no fue respetado por las distintas partes y no logró su objetivo de cesar todos los combates en el este de Ucrania.
Desde el inicio del conflicto, la Unión Europea y Estados Unidos han apoyado al gobierno de Ucrania alegando que Rusia es el único responsable de las tensiones separatistas. Por su parte, el Gobierno de Rusia ha condenado reiteradas veces las acciones del gobierno ucraniano. Se refiere a sus integrantes como «criminales» y califica falsamente los sucesos en Ucrania de genocidio. Ucrania acusó a Rusia de intervenir en el conflicto ayudando a los separatistas prorrusos, pero Rusia negó dichas acusaciones. Por parte de Rusia, los opositores al gobierno de Kiev y medios de comunicación como Bild denuncian participaciones de la Agencia Central de Inteligencia y de Academi - Greystone Limited apoyando con hombres y material de inteligencia a los militares de Kiev. Por su parte, la OTAN desplegó sus tropas en países cercanos a las fronteras rusas y ucranianas: Polonia, Rumania y los países bálticos.

### Batalla del Dombás (2022)
La batalla del Dombás, liberación del Dombás según el gobierno ruso, u ofensiva rusa del Dombás, fue una ofensiva militar que formó parte la campaña más amplia del este de Ucrania de la invasión rusa de Ucrania. La ofensiva comenzó el 18 de abril de 2022 entre las fuerzas armadas de Rusia, con el respaldo local de las milicias de paramilitares prorrusos contra Ucrania por el control del territorio de los óblasts de Donetsk y Lugansk, que aun permanecen bajo control del fuerzas armadas ucranianas y soberanía del Estado nacional ucraniano. Se considera la segunda fase estratégica de la invasión rusa de Ucrania y se enmarca dentro del teatro de operaciones de la Ofensiva de Ucrania oriental, que incluye zonas fueras de la cuenca del Donets.
La ofensiva se lleva a cabo actualmente a lo largo de la línea Rubizhne-Izium-Huliaipole-Mariúpol con el objetivo de rodear a las tropas ucranianas en el Donbás interno y anexar la totalidad de Donetsk y Luhansk a los cuasi-estados respaldados por Rusia de la República Popular de Donetsk (DPR) y la República Popular de Lugansk (LPR). El desarrollo inicial y la importancia estratégica de la batalla del Dombás se han comparado con la batalla de Kursk (1943).
Las operaciones iniciales probablemente consistieron en pequeñas operaciones de escaramuza destinadas a probar las defensas ucranianas, mientras que las campañas de bombardeo continúan cincelando las defensas ucranianas a lo largo de la línea de contacto.

## Demografía y tendencias políticas

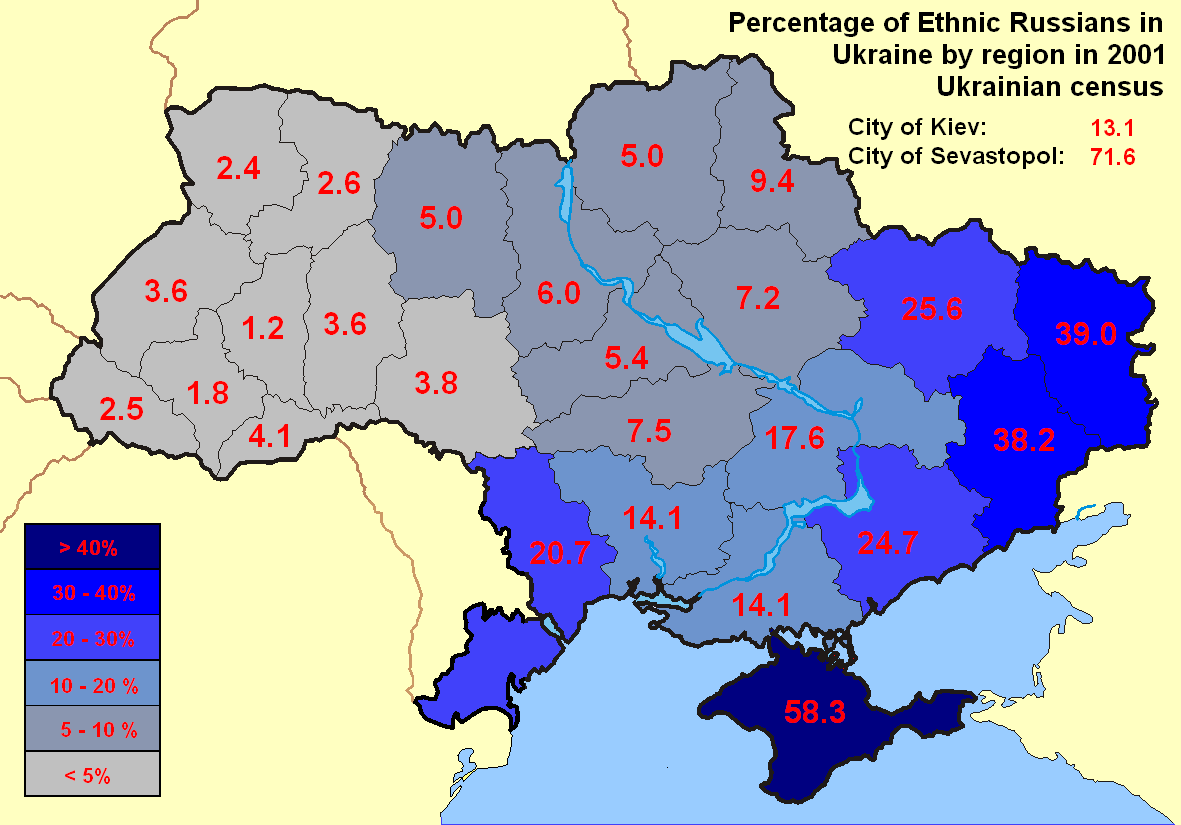
Mapa de rusos étnicos en Ucrania según el censo de 2001

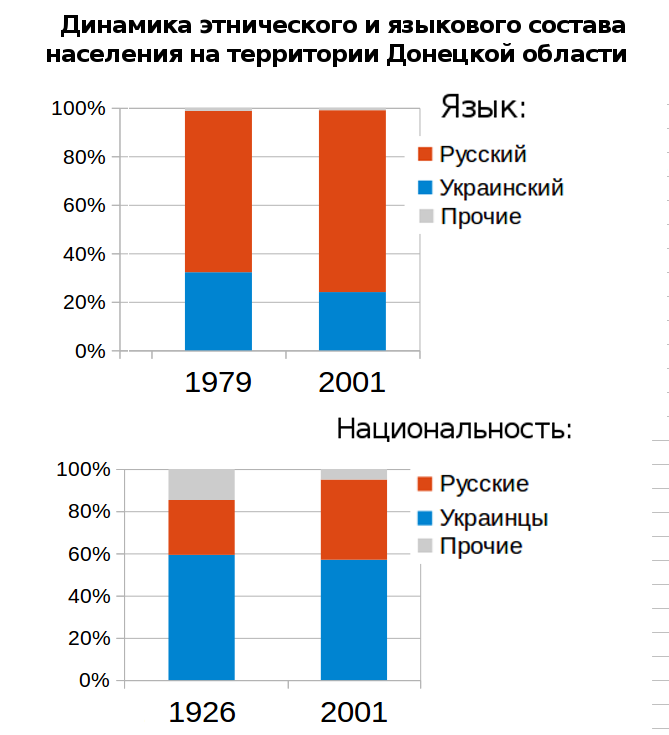
Proceso de rusificación en el óblast de Donetsk: las tres columnas superiores representan el cambio lingüístico a través del tiempo; las tres más bajas, la proporción de nacionalidades. En (naranja) ruso, en (azul) el ucraniano, y en (gris), otros. Datos obtenidos de los censos de 1897, 1926, 2001.

La población de la cuenca del Donets es principalmente de habla rusa. La lengua ucraniana en el Dombás es mucho menos común, aunque los ucranianos representan una pluralidad. En política, el Partido de las Regiones era el más votado, con alrededor del cincuenta por ciento de los votos en 2009.
Los residentes de origen ruso se concentran principalmente en los centros urbanos más poblados. En las grandes ciudades, y sobre todo en las provincias de Donetsk y Lugansk, domina el ruso como lengua materna, que también es utilizado por muchos ucranianos como lengua franca. La importancia del idioma ruso en las ciudades de Ucrania oriental se debe a que, en el curso de la industrialización, muchos rusos emigraron a las ciudades recién fundadas de esta zona (en particular, desde el óblast de Kursk). En el censo de 1897, el 63,17 % de la población de la ciudad de Járkov ya era de origen ruso.
La proporción de los que hablan ruso como lengua materna es más alta que los rusos étnicos, ya que hay ucranianos étnicos —y de otras nacionalidades— que señalan como lengua materna el ruso. La proporción es de 74,9 % en Donetsk, el 68,8 % en Lugansk, mientras que las minorías rusas eran del 39 por ciento en Lugansk y 38,2 por ciento en Donetsk, según el censo de 2001. El Dombás tiene una cantidad considerable (hasta el 20 % en algunas zonas) de musulmanes.
Según el lingüista Yuriy Shevelov, a principios de 1920 la proporción de escuelas secundarias que enseñan el idioma ucraniano era inferior a la proporción de la población ucraniana étnica en la cuenca del Donets, a pesar de que la Unión Soviética había ordenado que todas las clases en las escuelas de la República Socialista Soviética de Ucrania, como parte de su política de ucranización, debían impartirse en esta lengua.
Las encuestas sobre identidades regionales en Ucrania han demostrado que alrededor del cuarenta por ciento de los residentes en la cuenca del Donets afirman tener una «identidad soviética». En mayo de 2014, Roman Horbyk de la Universidad de Södertörn, concluyó que «las instituciones incompletas y arcaicas» habían impedido que los residentes del Dombás, quienes en el siglo XX, «como campesinos de todas las regiones de los alrededores fueron inundando sus entonces ocupadas minas y plantas en la frontera étnicamente ucraniana y de territorios rusos» de «adquirir una notable fortaleza urbana moderna, y también nacional; una nueva identidad».

## Economía

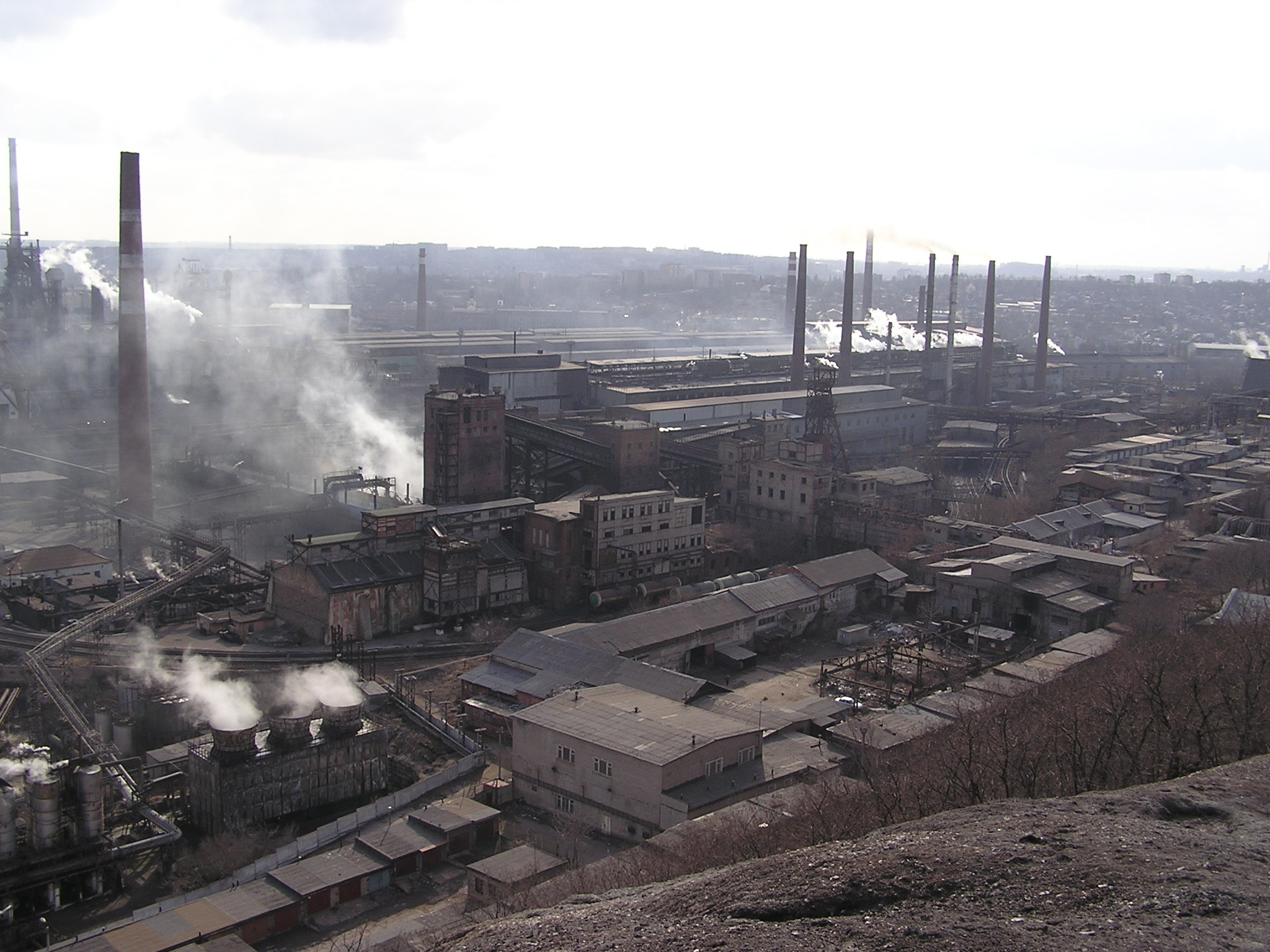
Planta Metalúrgica de Donetsk.

La economía de la cuenca del Donets está dominada por la industria pesada, como la minería del carbón y la metalurgia. Pese a que la extracción anual de carbón se ha reducido desde la década de 1970, el Dombás sigue siendo un importante proveedor. La minería de carbón en esta cuenca se lleva a cabo a grandes profundidades. El lignito se extrae a unos 600 metros por debajo de la superficie, mientras que la minería de la más valiosa antracita y hulla bituminosa se desarrolla a 1 800 metros de la superficie. Antes del comienzo de la guerra en la región, en abril de 2014, los óblast de Donetsk y Lugansk juntos producían alrededor del 30 por ciento de las exportaciones de Ucrania.
Las minas de carbón del Dombás son unas de las más peligrosas del mundo debido a su profundidad, así como a las frecuentes explosiones de metano o de polvo de carbón, los derrumbes y una infraestructura obsoleta. Incluso las extremadamente peligrosas minas de carbón ilegales fueron muy comunes en toda la región a finales de la década de 2000.

### Impacto medioambiental
La minería de carbón y la fundición intensiva en el Donets ha provocado daños graves y de todo tipo al medio ambiente local y el confort residencial. Las amenazas más comunes en toda la región son:
- interrupción del suministro de agua y las inundaciones debido al agua de la mina.
- contaminación del aire visible alrededor de las fábricas de acero y de coque.
- contaminación del aire y el agua, así como amenaza de flujo de lodo de las puntas de escombros.

Además, varias zonas de desecho de la industria química en el Donets sin mantenimiento alguno plantean una amenaza constante de emisiones al medio ambiente. Una amenaza inusual fue el resultado del proyecto soviético de 1979 denominado Explosiones Nucleares para la Economía Nacional en la localidad próxima de Yenákiievo.

## Cultura y religión
Sviatogirsk (literalmente, «Ciudad de la Montaña Sagrada») es el principal santuario religioso de la región. El Monasterio de Sviatogirsk se encuentra cerca de la ciudad. El monasterio fue restaurado tras la disolución de la Unión Soviética y la independencia de Ucrania. En 2004, se le concedió el estatus de laura. En 1997, la zona circundante se convirtió en el Parque Natural Nacional de las Montañas Sagradas.